# Acosmeryx sericeus
Espèce
Acosmeryx sericeus est une espèce de papillons de la famille des Sphingidae, sous-famille des Macroglossinae, de la tribu des Macroglossini et du genre Acosmeryx. 

## Description
L'envergure varie de 96 à 106 mm. L'aile antérieure présente marge externe dentée. L'aile postérieure, a une couleur de fond générale gris violacé, avec des lignes brunes plus marquées que chez les autres espèces du genre; première ligne discale bien marquée, allant directement de la veine M3 à la marge postérieure, se confondant antérieurement avec une ligne oblique atteignant la marge externe juste en avant de l'angle postérieur; une bande submarginale grise se termine au niveau de la veine M3 ou juste au-delà. L'aile postérieure a une ligne discale brune indistincte, distale par une bande plus pâle, tout aussi indistincte et légèrement fauve. L' Aile postérieure montre une mise à l'échelle blanche remarquable aux marges costales, entre les lignes. Le  Metanotum est chocolat-fauve sur les côtés. L'Abdomen à sa partie haute a des marques marron châtaigne et des tergites bien visibles. La face ventrale de l'abdomen, la plupart des ailes postérieures  et le disque d'aile le long de la bande marginale  sont de couleur fauve marquée.
Dans les organes génitaux masculins, le gnathos est le plus large au milieu. Harpe avec processus plus arrondi au niveau distal que chez Acosmeryx naga, avec la crête ventrale plus haute et non dentée. Aedeagus avec processus gauche large.

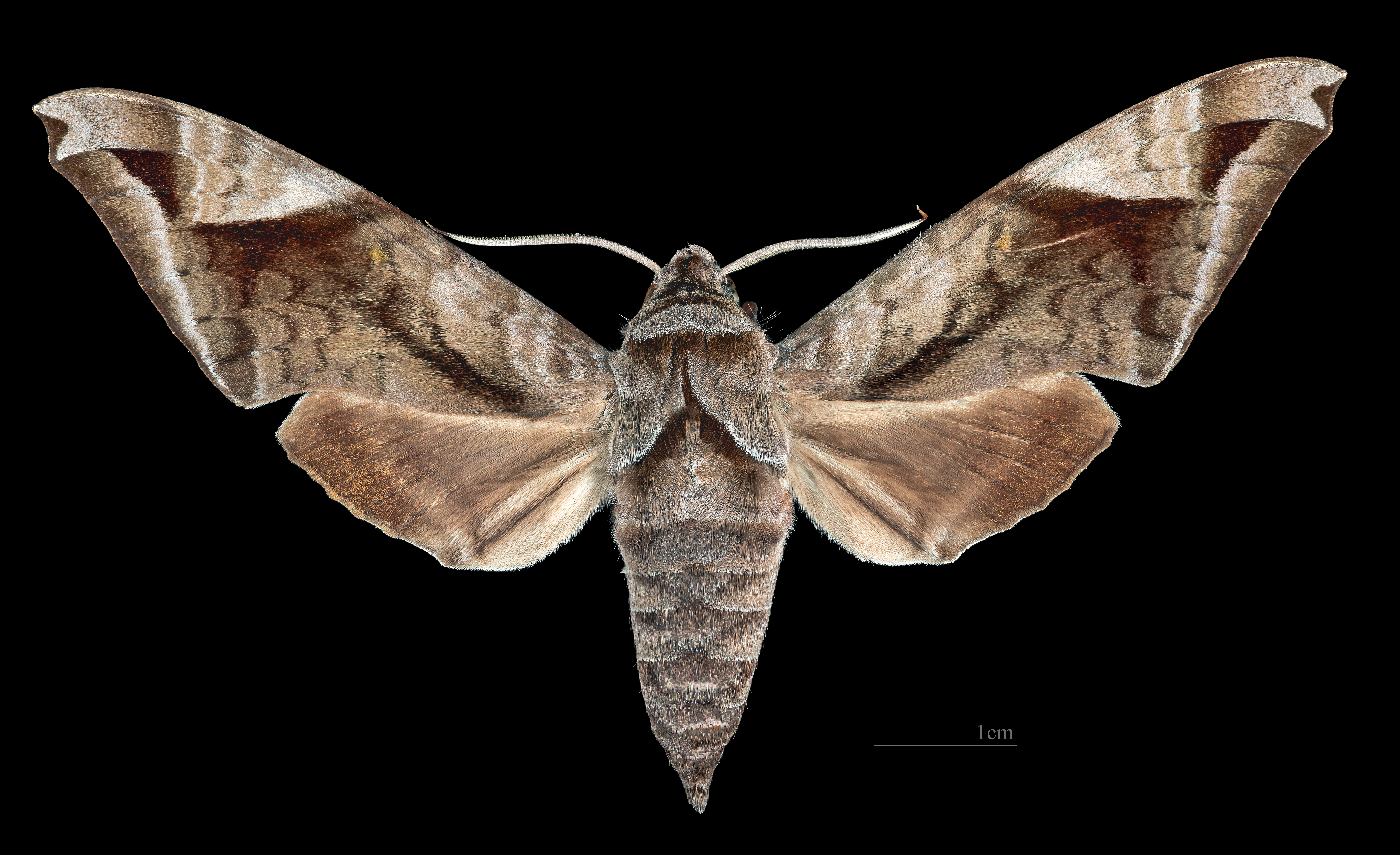
Acosmeryx sericeus ♂
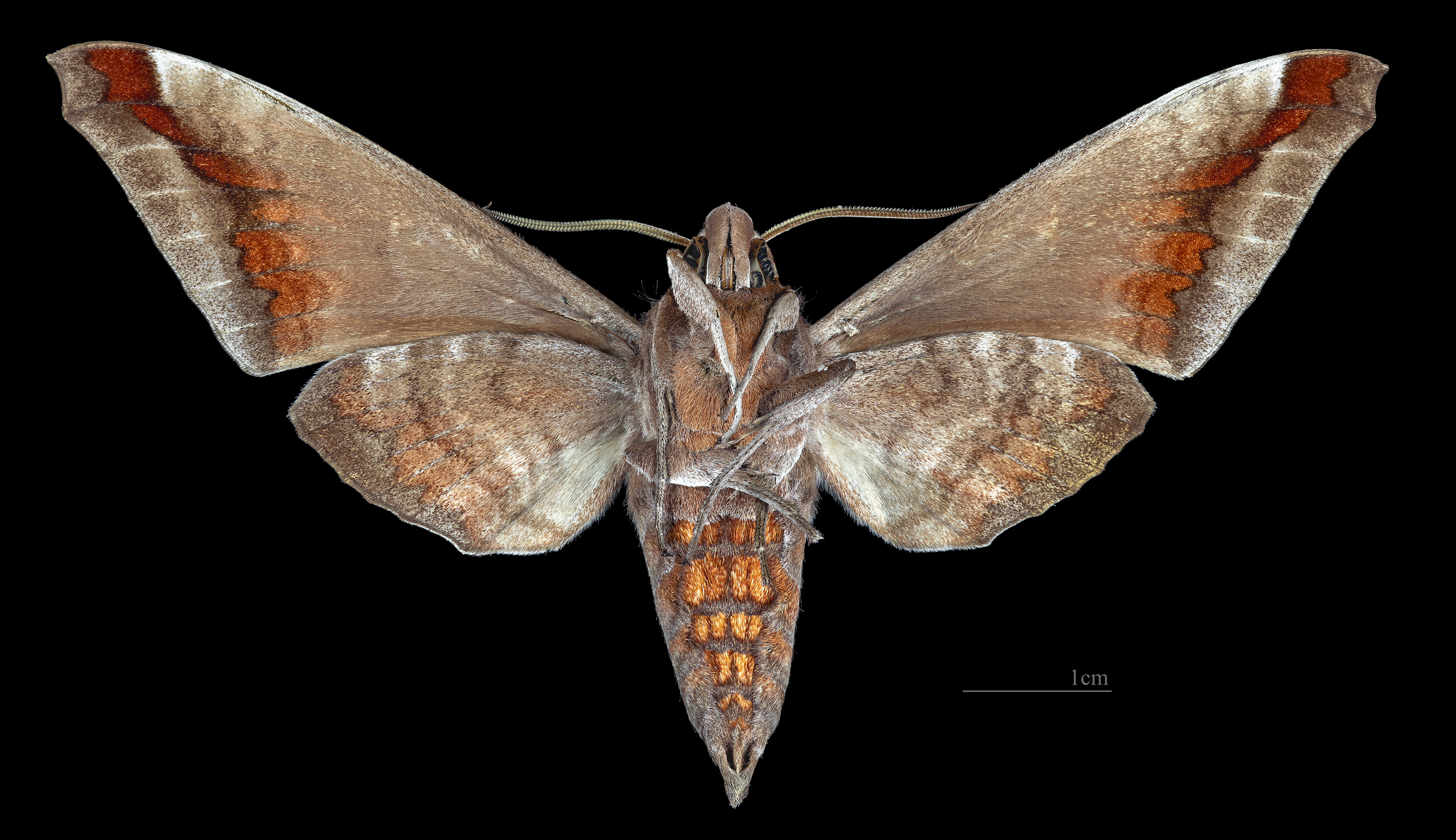
Acosmeryx sericeus ♂   △
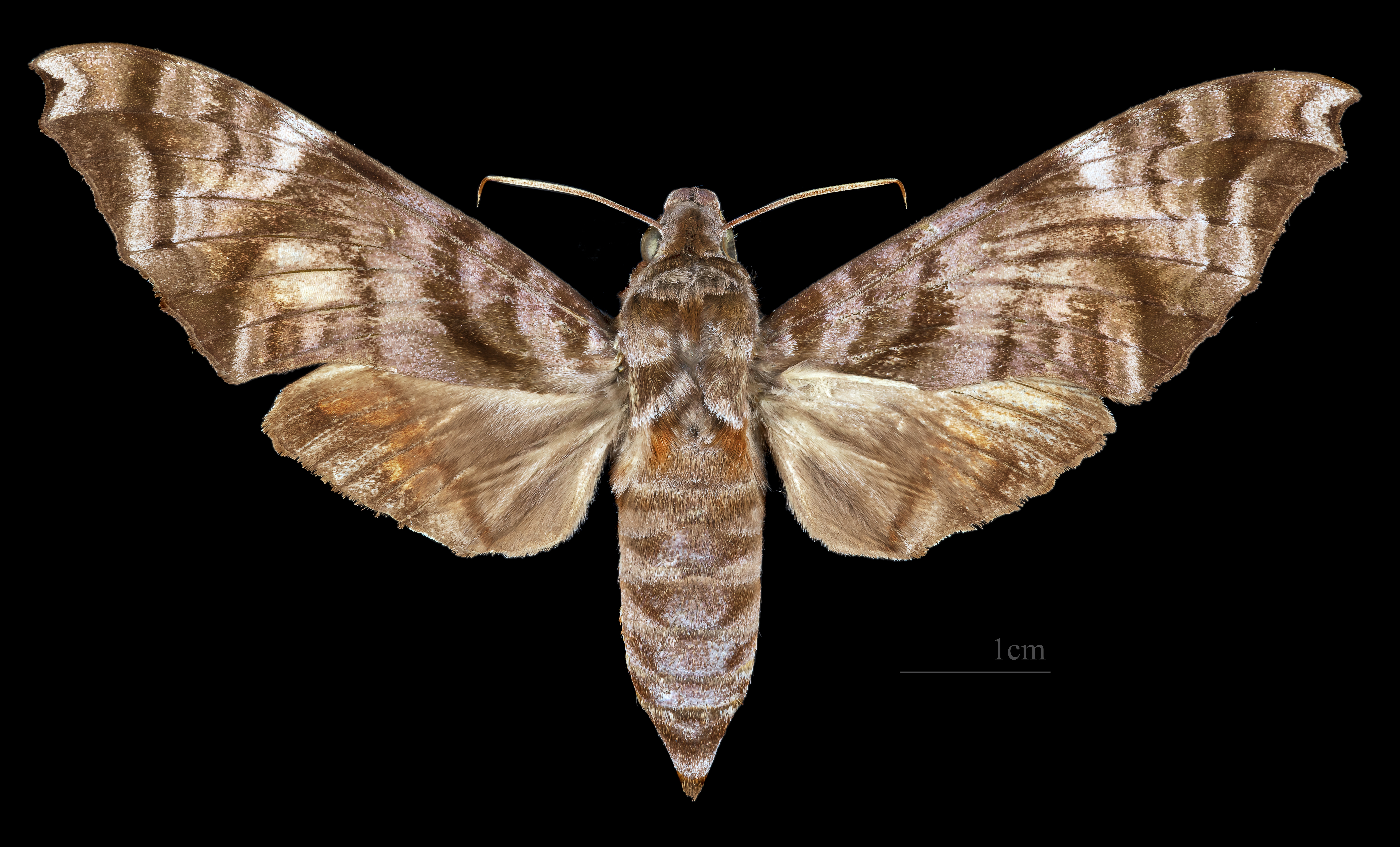
Acosmeryx sericeus   ♀
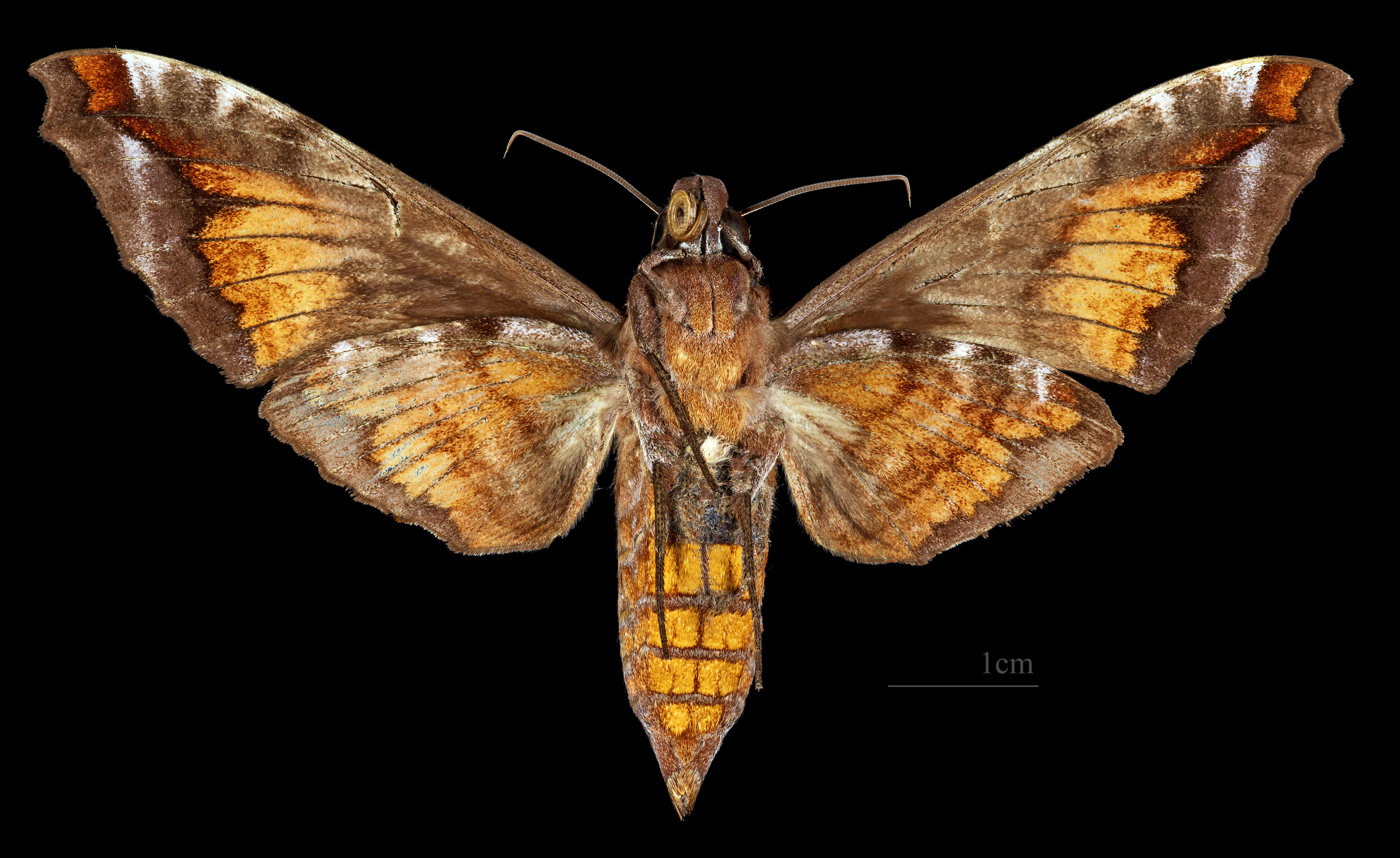
Acosmeryx sericeus ♀ △

## Répartition et habitat
Répartition
L'espèce est connue au Népal, dans le Nord-Est de l'Inde, au Bangladesh, en Thaïlande, dans le Sud de la Chine, au Vietnam et dans la Malaisie péninsulaire.

## Systématique
L'espèce Acosmeryx sericeus a été décrite par l’entomologiste britannique Francis Walker, en 1856, sous le nom initial de Philampelus sericeus.

### Synonymie
- Philampelus sericeus Walker, 1856 protonyme
- Acosmeryx anceoides Boisduval, 1875
- Acosmeryx sericeus rufescens Mell, 1922